# Крістен Белл
Крі́стен Енн Белл (англ. Kristen Anne Bell; нар. 18 липня 1980) — американська акторка кіно, телебачення та озвучення, а також співачка польсько-шотландського походження, раніше — театральна акторка. Найвідоміша головною роллю юної детективки Веро́ніки в детективному серіалі «Веро́ніка Марс» (2004–2007, 2019), у фільмі жахів «Пульс», комедіях «П'ятдесят таблеток» та «Одного разу в Римі». Знімалася у серіалах «Герої», «Оселя брехні», «У кращому світі» (2016–2020). Номінантка премії «Золотий глобус» 2016 року.

## Біографія
Крістен Белл народилася і виросла в містечку Гантінґтон Вудс, передмісті Детройта, штат Мічиґан, США. Вона єдина дитина в сім'ї Тома Белла, редактора програм теленовин, і Лорелей «Лорі» Белл, фельдшерки. Її батьки розлучилися, коли їй було 2 роки, у неї є дві зведені сестри від другого шлюбу її батька — Сара і Джоді.
У 4 роки Белл сказала, що їй не подобається її перше ім'я, і хотіла змінити його на Смурфетта — ім'я персонажки мультфільму «Смурфи», однак мати переконала Крістен користуватися середнім ім'ям Енн. Вона використовувала ім'я Енні до старших класів школи.
Белл закінчила початкову школу Бартона в Гантінґтон Вудс, де займалася співом і степом. Перед старшими класами батьки вирішили перевести Енн в католицьку школу Шрайн міста Роял Оук. Там вона брала участь у театральних постановках і займалася в музичному гуртку. Після чого вступила до престижної школи мистецтв Тиш при університеті Нью-Йорка, де навчається мистецтва музичного театру.

## Кар'єра
До першої кіноролі у фільмі «Польське весілля» Белл виступала в театральних і музичних постановках. У 2001 році дебютувала на Бродвеї — зігравши Беккі Тетчер у постановці «Пригоди Тома Соєра». 
Після переїзду в Лос-Анджелес вона взяла участь у кількох телевізійних шоу і виконувала невеликі ролі у фільмах. А згодом отримала головну роль в телесеріалі «Вероніка Марс». Серіал вперше демонструвався з 22 вересня 2004 по 22 травня 2007 року на каналах UPN і The CW Television Network.

## Приватне життя
У 2007 році Белл розірвала п'ятирічні стосунки з колишнім нареченим Кевіном Манном.
Наприкінці 2007 року Белл почала зустрічатися з актором Дексом Шепардом. Вони оголосили про заручини в січні 2010 року, але вирішили відкласти одруження до того часу, поки штат Каліфорнія не прийме закон, що легалізує одностатеві шлюби. Після того, як 26 червня 2013 року Верховний суд визнав розділ 3 Закону про захист шлюбу неконституційним, Белл попросила Шепарда одружитися з нею через Twitter, на що він погодився. Вони одружилися в офісі секретаря округу Беверлі-Хіллз 16 жовтня 2013 року. У них є дві дочки, народжені в березні 2013 року та грудні 2014 року.
У 2016 році Крістен Белл дала інтерв'ю про те, що з раннього віку бореться з депресією та тривогою, котра передається по жіночій лінії в її родині, і приймає лікування. Це викликало значний соціальний відгук в Інтернеті про дестигматизацію психічних розладів та звернення за допомогою. Белл вегетаріанка.

## Фільмографія

### Фільми
| Рік  |     | Українська назва                    | Оригінальна назва                 | Роль                     |
| ---- | --- | ----------------------------------- | --------------------------------- | ------------------------ |
| 1998 | ф   |                                     | Polish Wedding                    | дівчина                  |
| 2001 | ф   |                                     | Pootie Tang                       | дочка менеджера          |
| 2002 | мф  | Котяча вдячність                    | 猫の恩返し                        | Хіромі (англ. дубляж)    |
| 2005 | ф   | Тихий омут                          | Deepwater                         | медсестра Лорі           |
| 2006 | ф   | П'ятдесят таблеток                  | Fifty Pills                       | Грейсі                   |
| 2006 | ф   | Пульс                               | Pulse                             | Метті Веббер             |
| 2008 | ф   | В прольоті                          | Forgetting Sarah Marshall         | Сара Маршал              |
| 2009 | ф   | Це розлучення!                      | Serious Moonlight                 | Сара                     |
| 2009 | мф  | Астробой                            | Astro Boy                         | Кора (озвучення)         |
| 2009 | ф   | Тільки для закоханих                | Couples Retreat                   | Синтія                   |
| 2010 | ф   | Одного разу в Римі                  | When in Rome                      | Елізабет Гарпер          |
| 2010 | ф   | Зірковий ескорт                     | Get Him to the Greek              | камео                    |
| 2010 | ф   | Знову ти                            | You Again                         | Марні                    |
| 2010 | ф   | Бурлеск                             | Burlesque                         | Ніккі                    |
| 2011 | ф   | Крик 4                              | Scream 4                          | Хлоя                     |
| 2012 | ф   | Безпека не гарантується             | Safety Not Guaranteed             | Белінда                  |
| 2012 | ф   | Хапай та тікай                      | Hit and Run                       | Енні Бін                 |
| 2012 | ф   | Застряг у коханні                   | Stuck in Love                     | Трішіа                   |
| 2013 | ф   | Фільм 43                            | Movie 43                          | Супердівчина             |
| 2013 | мф  | Крижане серце                       | Frozen                            | Анна (озвучення)         |
| 2014 | ф   | Вероніка Марс                       | Veronica Mars                     | Вероніка Марс            |
| 2015 | мф  | Крижана лихоманка                   | Frozen Fever                      | Анна (озвучення)         |
| 2015 | док | Єдність                             | Unity                             | оповідачка               |
| 2016 | ф   | Леді бос                            | The Boss                          | Клер                     |
| 2016 | мф  | Зоотрополіс                         | Zootopia                          | Прісцилла (озвучення)    |
| 2016 | ф   | Дуже погані матусі                  | Bad Moms                          | Кікі                     |
| 2017 | ф   | Горе-творець                        | The Disaster Artist               | у ролі самої себе        |
| 2017 | ф   | Як бути латинським коханцем         | How to Be a Latin Lover           | Сінді                    |
| 2017 | ф   | Каліфорнійський дорожній патруль    | CHiPs                             | Карен Бейкер             |
| 2017 | ф   | Дуже погані матусі 2                | Bad Moms Christmas                | Кікі                     |
| 2017 | мф  | Крижане серце: Різдво з Олафом      | Olaf's Frozen Adventure           | Анна (озвучення)         |
| 2018 | док | Панди                               | Pandas                            | оповідачка               |
| 2018 | мф  | Юні титани, вперед!                 | Teen Titans Go! to the Movies     | Джейд Вілсон (озвучення) |
| 2018 | мф  | Ральф-руйнівник 2: Інтернетрі       | Wreck-It Ralph 2                  | Анна (озвучення)         |
| 2019 | мф  | Крижане серце 2                     | Frozen II                         | Анна (озвучення)         |
| 2021 | ф   | Погані домогосподарки               | Queenpins                         | Конні Камінські          |
| 2022 | ф   | Люди, яких ми ненавидимо на весіллі | The People We Hate at the Wedding | Еліс                     |
| 2023 | мф  | Одного разу на студії               | Once Upon a Studio                | Анна (озвучення)         |
| 2023 | мф  | Щенячий Патруль: Мегакіно           | PAW Patrol: The Mighty Movie      | Джанет (озвучення)       |
| 2027 | мф  | Крижане серце 3                     | Frozen 3                          | Анна (озвучення)         |

### Телебачення
| Рік       |    | Українська назва                       | Оригінальна назва                                                    | Роль                                                                            |
| --------- | -- | -------------------------------------- | -------------------------------------------------------------------- | ------------------------------------------------------------------------------- |
| 2003      | с  | Щит                                    | The Shield                                                           | Джессіка Хінтел (Епізод: "The Quick Fix")                                       |
| 2003      | с  | Американські мрії                      | American Dreams                                                      | Емі Філдінг (Епізод: "Act of Contrition")                                       |
| 2003      | с  | Евервуд                                | Everwood                                                             | Стейсі Вілсон (Епізод: "Extra Ordinary")                                        |
| 2004      | с  | Дедвуд                                 | Deadwood                                                             | Флора Андерсон (2 епізоди)                                                      |
| 2004—2019 | с  | Вероніка Марс                          | Veronica Mars                                                        | Вероніка Марс (72 епізоди)                                                      |
| 2005—2022 | с  | Шоу Елен Дедженерес                    | The Ellen DeGeneres Show                                             | у ролі самої себе / ведуча (35 епізодів)                                        |
| 2007—2008 | с  | Герої                                  | Heroes                                                               | Еллі Бішоп (12 епізодів)                                                        |
| 2007—2012 | с  | Пліткарка                              | Gossip girl                                                          | оповідачка (120 епізодів)                                                       |
| 2012—2016 | с  | Оселя брехні                           | House of Lies                                                        | Джині ван дер Гувен (58 епізодів)                                               |
| 2013—2014 | с  | Парки та зони відпочинку               | Parks and Recreation                                                 | Інгрід де Форест (3 епізоди)                                                    |
| 2016      | с  | Я — зомбі                              | iZombie                                                              | у ролі самої себе (Епізод: "Fifty Shades of Grey Matter")                       |
| 2016—2020 | с  | У кращому світі                        | The Good Place                                                       | Елеонор Шеллстроп (50 епізодів)                                                 |
| 2017      | мс | Кінь БоДжек                            | BoJack Horseman                                                      | Руті (озвучення, Епізод: "Ruthie")                                              |
| 2019      | с  | Події минулого тижня з Джоном Олівером | Last Week Tonight with John Oliver                                   | у ролі самої себе (Епізод: "Compounding Pharmacies")                            |
| 2020—2022 | мс | Центральний парк                       | Central Park                                                         | Еббі / Моллі Тіллерман (озвучення, 23 епізоди)                                  |
| 2021      | мс | Сімпсони                               | The Simpsons                                                         | внутрішній голос Мардж Сімпсон (озвучення, Епізод: «The Star of the Backstage») |
| 2021      | с  | Пліткарка                              | Gossip girl                                                          | оповідачка (10 епізодів)                                                        |
| 2022      | с  | Жінка в домі навпроти дівчини у вікні  | The Woman in the House Across the Street from the Girl in the Window | Анна (8 епізодів)                                                               |
| 2021—2022 | мс | До-ре-мі                               | Do, Re & Mi                                                          | Мі                                                                              |
| 2022      | мс |                                        | The Tiny Chef Show                                                   | камео                                                                           |
| 2022      | мс | Зоотрополіс+                           | Zootopia+                                                            | Прісцилла (озвучення, Епізод: "Dinner Rush")                                    |
| 2024      | с  | Ніхто цього не хоче                    | Nobody Wants This                                                    | Джоан (10 епізодів)                                                             |

### Відеоігри
| Рік  |    | Українська назва              | Оригінальна назва             | Роль         |
| ---- | -- | ----------------------------- | ----------------------------- | ------------ |
| 2007 | вг | Assassin's Creed              | Assassin's Creed              | Люсі Стілман |
| 2009 | вг | Astro Boy: The Video Game     | Astro Boy: The Video Game     | Кора         |
| 2009 | вг | Assassin's Creed II           | Assassin's Creed II           | Люсі Стілман |
| 2010 | вг | Assassin's Creed: Brotherhood | Assassin's Creed: Brotherhood | Люсі Стілман |
| 2013 | вг | Disney Infinity               | Disney Infinity               | Анна         |
| 2014 | вг | Disney Infinity 2.0           | Disney Infinity 2.0           | Анна         |
| 2015 | вг | Disney Infinity 3.0           | Disney Infinity 3.0           | Анна         |
| 2019 | вг | Kingdom Hearts III            | Kingdom Hearts III            | Анна         |
| 2023 | вг | Disney Speedstorm             | Disney Speedstorm             | Анна         |

## Основні нагороди та номінації
- 2016 — номінація на премію «Золотий глобус» «за найкращу жіночу роль у серіалі — комедія або мюзикл» (телесеріал «У кращому світі»)
- 2005 — номінація на премію «Сатурн» найкращій телеакторці («Вероніка Марс»)
- 2005 — премія «Супутник» «за найкращу жіночу роль у мінісеріалі або телефільмі» («Reefer Madness: The Movie Musical»)
- 2005 — Gold Derby Awards за найкращу жіночу роль у драматичному фільмі («Вероніка Марс»)
- 2005 — OFTA Television Award (Online Film & Television Association) за найкращу жіночу роль у драматичному серіалі («Вероніка Марс»)
- 2006 — премія «Сатурн» найкращій телеакторці («Вероніка Марс»)
- 2006 — приз журі Austin Fantastic Fest за найкращу жіночу роль другого плану («Роман»)
- 2006 — премія Family Film Award «Favorite Father and Daughter» (разом з Енріко Колантоні, «Вероніка Марс»)
- 2006 — Gold Derby Awards за найкращу жіночу роль у драматичному фільмі («Вероніка Марс»)
- 2007 — номінація на премію «Сатурн» найкращій телеакторці («Вероніка Марс»)
- 2007 — Spikes TV Video Game Awards for Hottest New Comer (Assassin's Creed)
- 2009 — номінація на премію «Сатурн» найкращому запрошеному актору в телесеріалі («Герої»)
- 2013 — премія EDA Female Focus Award в категорії «Best Animated Female» за озвучення мультфільму «Крижане серце»
- 2014 — премія BTVA People's Choice Voice Acting Award (Behind the Voice Actors Awards) за найкращий вокальний ансамбль у художньому фільмі (актори мультфільму «Крижане серце»)
- 2016 — премія CinemaCon Award «Female Stars of the Year» (акторки фільму «Дуже погані матусі»)
- 2017 — премія «Вибір народу» (People's Choice Awards) в категорії «Улюблена акторка в новому серіалі» («У кращому світі»)[8]
- 2019 — премія «Вибір народу» (People's Choice Awards) в категорії «Улюблена зірка телевізійної комедії» («У кращому світі»)
- 2019 — зірка на Голлівудській алеї слави
- 2020 — премія #SeeHer Award (Broadcast Film Critics Association Awards)